# Emmanuel Kundé
Emmanuel Kundé, född 15 juli 1956 i Ndom, död 16 maj 2025 i Yaoundé, var en kamerunsk fotbollsspelare och senare fotbollstränare. Kundé representerade Kamerun vid VM 1982 och 1990, vid olympiska sommarspelen 1984 samt vid afrikanska mästerskapen vid sex olika tillfällen med finalvinster 1984 och 1988.

## Spelarkarriär
Under 1980-talet spelade Emmanuel Kundé åtta säsonger för den framgångsrika kameruanska klubben Canon Yaoundé innan han 1987 flyttade till Europa för att representera Stade de Reims i Ligue 1. Säsongen efter spelade han för Stade Lavallois i Ligue 2, innan han 1989 återvände till Kamerun med spel i först Prévoyance Yaoundé och därefter Olympique Mvolvyé.

### Landslag
Kundé representerade Kamerun vid flera stora internationella turneringar. Vid Afrikanska mästerskapet 1988 avgjorde han finalen mot Nigeria med matchen enda mål på straffspark. Han gjorde även mål i VM 1990, i kvartsfinalen mot England, även denna gång på straff. Totalt representerade Kundé Kamerun 38 gångern på a-landslagsnivå.

## Meriter

### Spelarmeriter
- Mästare i Afrikanska mästerskapet: 2

1984 och 1988 med Kamerun
- Mästare i Kamerun: 3

1982, 1985 och 1986 med Canon Yaoundé

### Tränarmeriter
- Mästare i Gabon:1

2003 med US Bitam